# Джей Гребер
Лантіан «Джей» Гребер (англ. Lantian "Jay" Graber; народилася в 1991 році) — американська програмістка і топ-менеджерка, яка з 2021 року обіймає посаду генерального директора Bluesky, соціальної платформи мікроблогів, створеної в 2019 році Джеком Дорсі.

## Юність
Лантіан Гребер народилася в 1991 році в Талса, штат Оклахома, в сім'ї акупунктуристки китайського походження та вчителя математики швейцарського походження. Її мати виросла в Китаї під час Культурної революції та емігрувала в 1980-х роках. Мати назвала її «Лантіан», що означає «блакитне небо» мандаринською китайською мовою, як побажання для неї «безмежної свободи».
У 2009 році Гребер вступила до Пенсільванського університету і згодом закінчила його, отримавши ступінь бакалавра з науки, технологій та суспільства. На останньому курсі вона виграла грант на співзаснування програми студентського банку часу.

## Кар'єра
У 2015 році Гребер почала працювати розробницею програмного забезпечення у SkuChain у Маунтін-В'ю, Каліфорнія. Потім вона працювала на фабриці в Мозес-Лейк, штат Вашингтон, де спаювала обладнання для майнінгу біткойнів. У 2016 році почала працювати молодшим розробником криптовалюти Zcash. У 2019 році вона створила веб-сайт із планування заходів Happening, Inc.
У серпні 2021 року Гребер стала першим генеральним директором Bluesky, соціальної платформи мікроблогів. Bluesky була задумана як нова ініціатива початкових власників Twitter у 2019 році, але перетворилася на конкурента Twitter після придбання Twitter Ілоном Маском у 2022 році.